# دانيال جونس
دانيال جونس مواليد 15 سبتمبر 1948 في إقليم بروكسل العاصمة، هو دراج بلجيكي سابق. سبق أن شارك في دورة الألعاب الأولمبية الصيفية وفاز بميدالية أولمبية.

## الميداليات
| الميدالية | المسابقة                       |
| --------- | ------------------------------ |
| برونزية   | الألعاب الأولمبية الصيفية 1968 |

## روابط خارجية
- دانيال جونس على موقع أرشيف الدراجات (الإنجليزية)
- دانيال جونس على موقع أوليمبيديا (الإنجليزية)